# Mergölens naturreservat
Mergölens naturreservat är ett naturreservat i Sala kommun i Västmanlands län.
Området är naturskyddat sedan 2019 och är 59 hektar stort. Reservatet ligger strax väster om Sala silvergruva  och består av kalktallskog, rikkärr, trädklädda betesmarker och ädellövskog.